# Канс ад-Даула
Абу Абдаллах аль-Амір Канс ад-Даула (д/н — 1333) — цар держави Мукурри-Нобатії в 1317—1323 і 1324—1333 роках.

## Життєпис
Син сестри царя Кернабеса. Його батьком ймовірно був шейх арабського племені. Тому з народження був мусульманином, ставши першим таким серед правлячої династії. 1315 року з початком війни з Єгиптом був спрямований Кернабесом до султана Мухаммада I ан-Насіра з пропозицією зупинити війну в обмін на визнання Канса спадкоємцем або зовсім зречення на його користь. Це було відкинуто, але ад-Даула залишився в Каїрі.
У 1316 році мамлюки поставили на трону Мукурри Баршанбу, який швидко втратив прихильність знаті. У 1317 році Канс ад-Даула отримав дозвіл від султана поїхати до Асуану щоб збирати податки на водні колеса (сакії), що належили ад-Даулі. тут зустрів представників нубійської знаті, що запропонували йому трон.
Зібравши війська швидко рушив на столицю Донголу, де переміг Баршанбу, якого стратив. Потім був оголошений царем, але не прийняв регалії через повагу до вуйка Кернабеса. Втім султаном проти нього було відправлено військо на чолі із вуйком Авраамом. Біля Гебель-Адди Канс ад-даула здобув перемогу, після чого нарешті прийняв царські регалії.
Усіляко підтримував переселення арабських племен, сподіваючись отримати від них війська для боротьби із мамлюками. Цим посилилася ісламізація та послаблення нубійців.
1323 року повалений вуйком Кернабесос, що отримав війська від мамлюків. 1324 року зумів відновитися на троні. Мирно панував до самої смерті у 1333 році. За цим держава фактично розщпалася на декілька частина. Лише в Дотаво зберігалися християнські царі до 1484 року. Решту захопили арабські племена абдалабі, Аль-Абваб.